# Dognina adriennae
Dognina adriennae är en fjärilsart som beskrevs av Paul Thiaucourt 1979. Dognina adriennae ingår i släktet Dognina och familjen tandspinnare. Inga underarter finns listade i Catalogue of Life.